# Будинок Дворянського і Селянського банку
Будинок Дворянського і Селянського банку — пам'ятка історії та архітектури у Полтаві, що розташована на вулиці Соборності, 39. Банк споруджено у 1906—1909 роках інженером С.В. Носовим за проектом київського архітектора О. Кобелєва.

## Опис
Будівля мурована, двоповерхова, Г-подібна у плані. Зразок так званого «руського стилю» — течії стилю модерн, що відзначалася використанням стилізованих форм російської архітектури XVII століття. В оздобленні фасадів застосовані мозаїчні панно, різнокольорові керамічні вставки, скульптура, художній метал.
У верхній частині центрального фасаду встановлені горильєфні скульптури двох Алконостів, а обрамлення вікна між Алконостами прикрашене кольоровим зображенням двох Жар-птиць.

## Історія

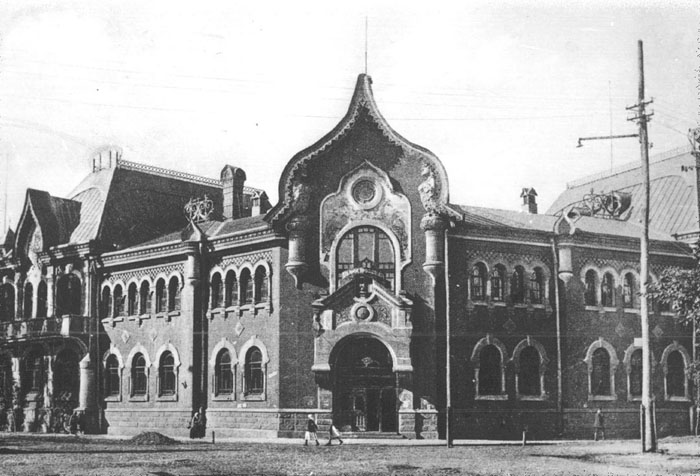
Будинок Дворянського і Селянського банку, початок XX століття

1909 року було створено Полтавське відділення Російського поземельного банку, очолюване управителем. Воно видавало селянам позики під заклад земельних наділів для придбання землі. Мало право купувати та продавати землі на свій рахунок і продовжувати терміни позики. Підпорядковувалося Петербурзькому селянському поземельному банку. Містилося у будинку Дворянського і Селянського банку, розташованому на розі вулиць Куракінської (сучасна вул. Соборності) та Круглої. Націоналізоване на підставі декрету Радянського уряду від 25 листопада 1917 року.
З 1937 року використовується як адміністративний будинок. Спалений у 1943 році, відбудований у 1948 році.
До здобуття Україною незалежності там розміщувалося Управління КДБ УРСР по Полтавській області.
Нині у будівлі розташоване Управління СБУ в Полтавській області.

## Галерея

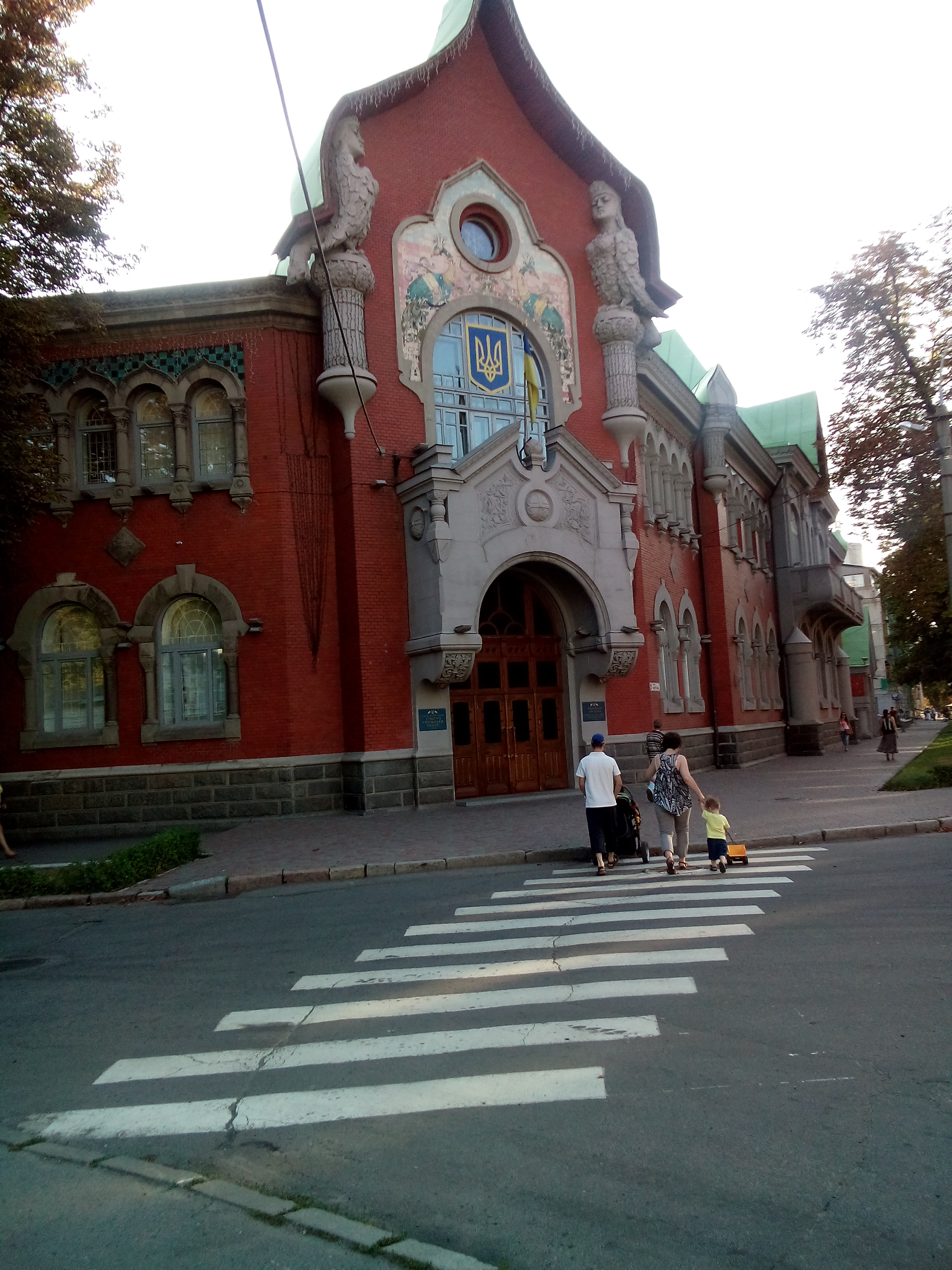
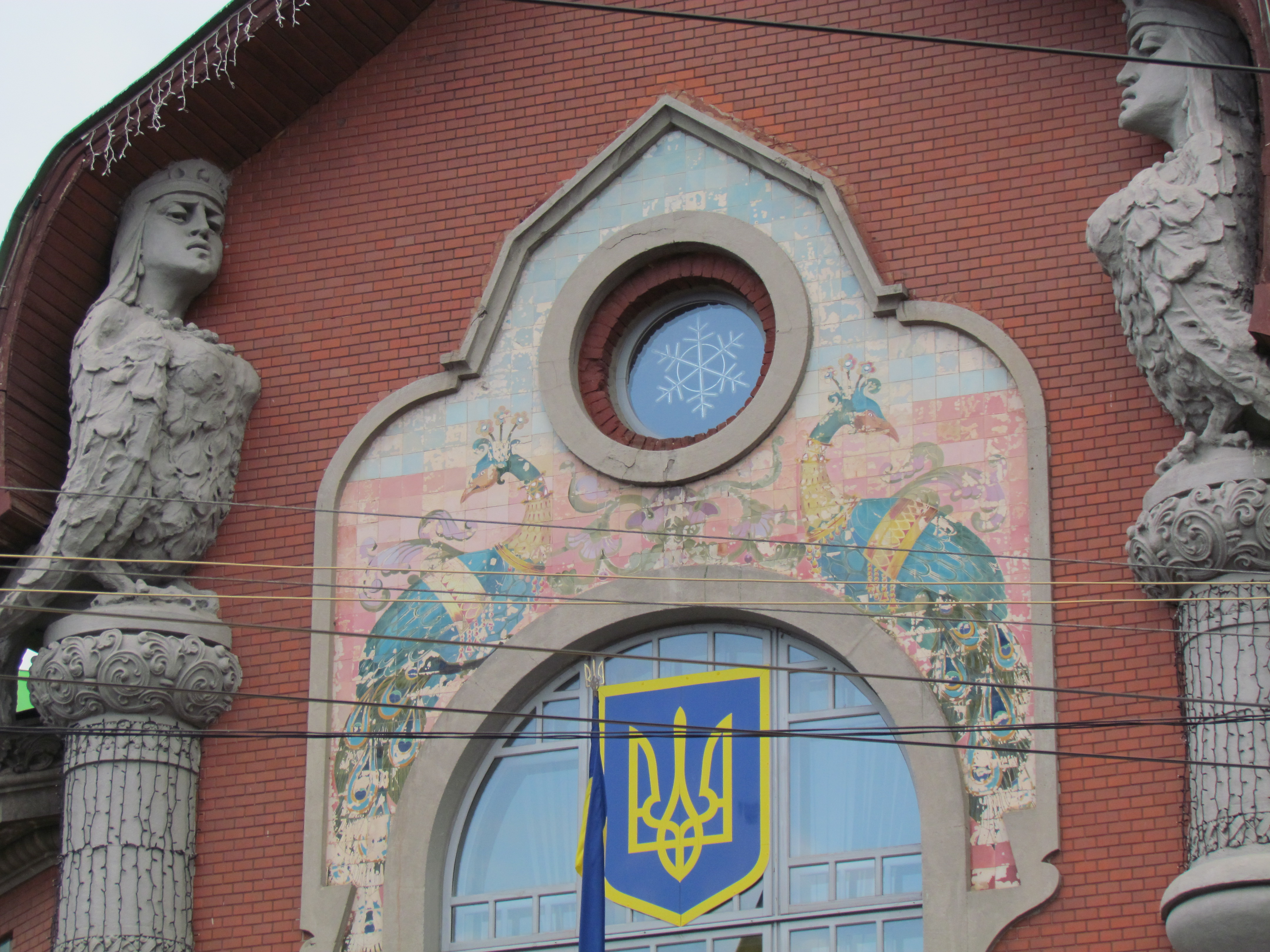
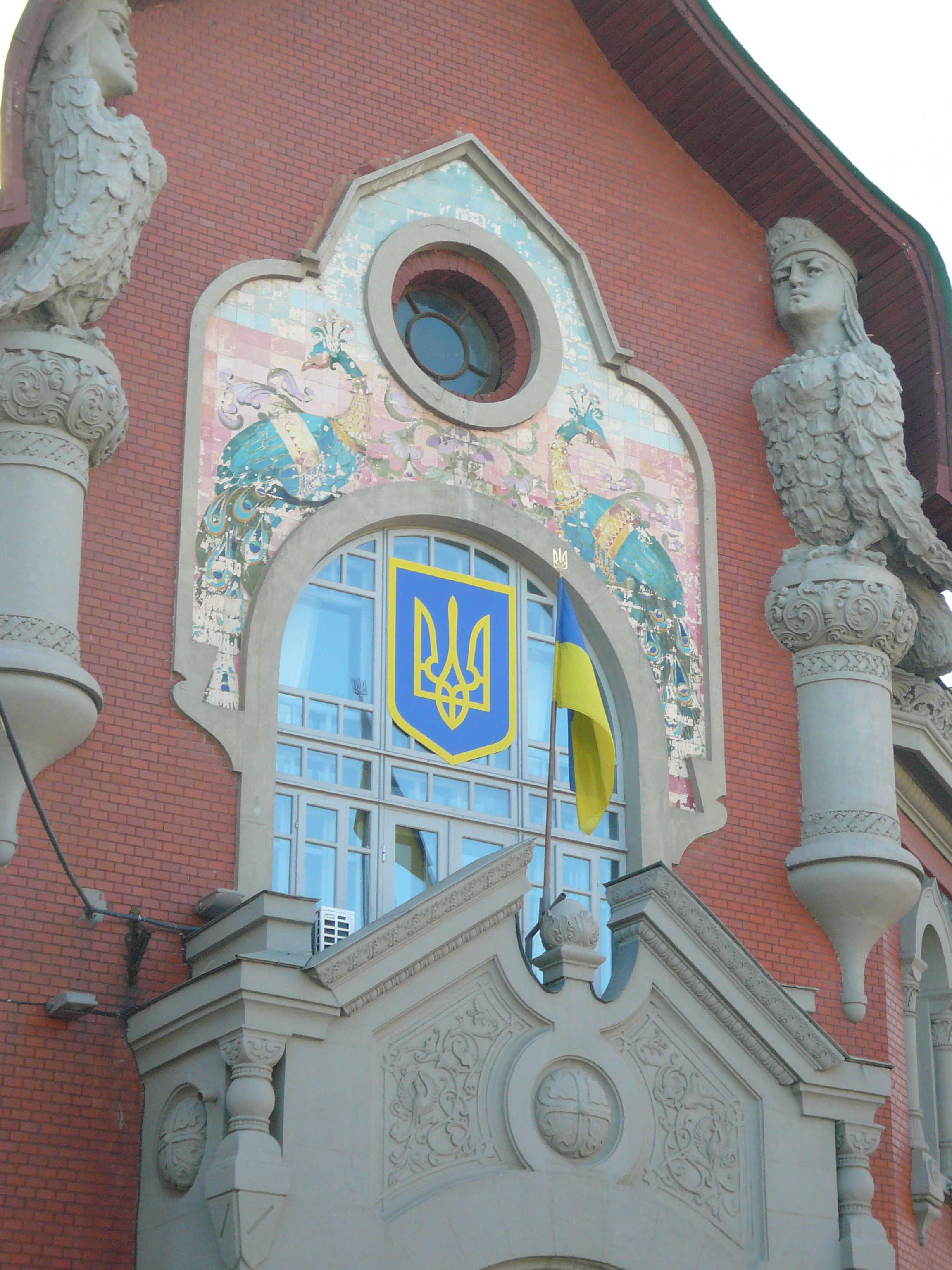
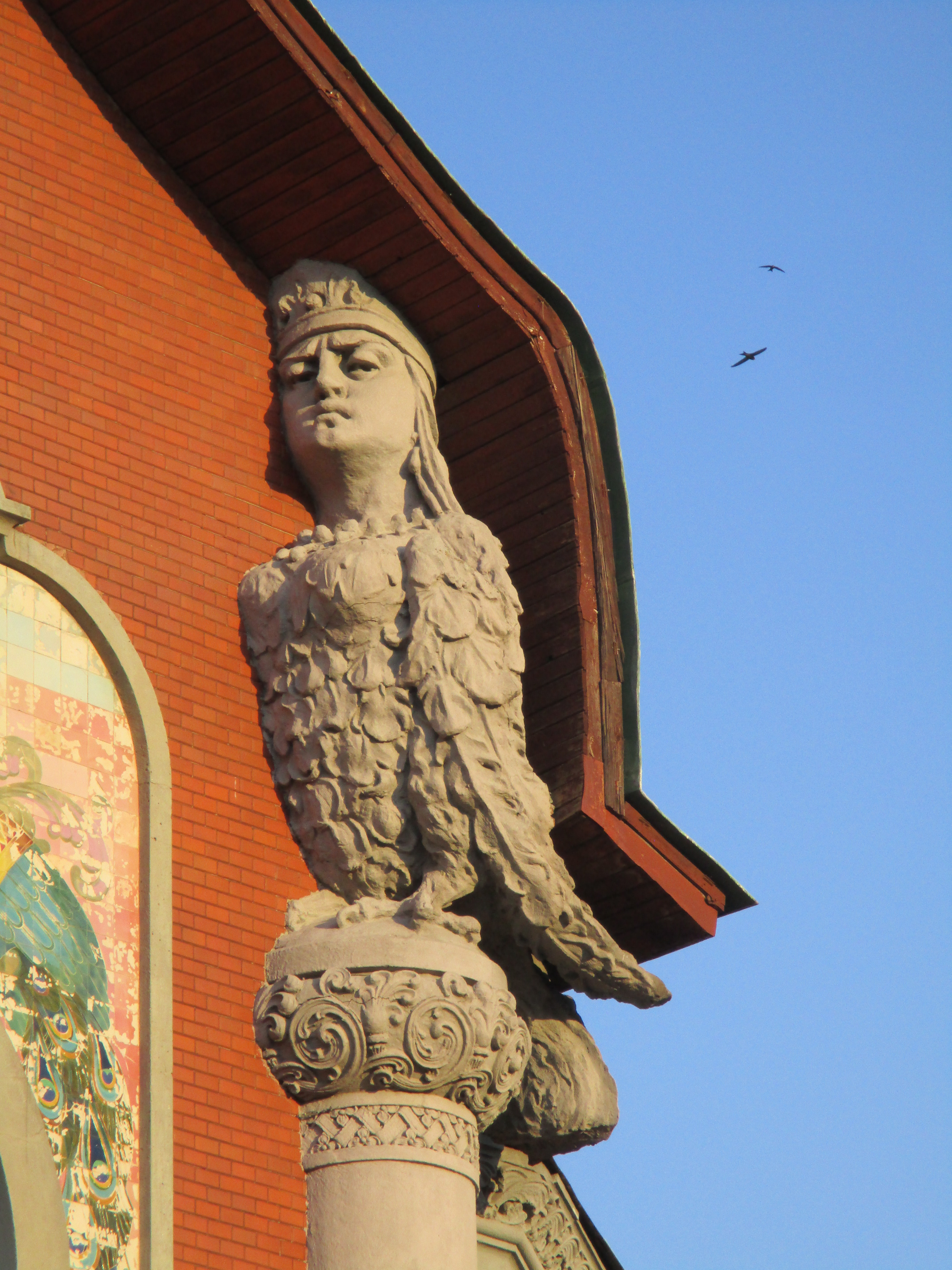